# Claude Gervaise
Claude Gervaise (kolem r. 1510 — po r. 1558) byl francouzský renesanční hudební skladatel, gambista a editor. Působil v Paříži a spolupracoval zde s vydavatelem Pierrem Attaingnantem a později s jeho vdovou Marií na přípravě hudebnin k tisku. Z jeho kompozic se dochovaly čtyřhlasé šansony a především řada instrumentálních tanců; duchovní hudbu zřejmě neskládal, což jinak tehdejší skladatelé běžně dělali.